# Île Sainte-Madeleine
L'île Sainte-Madeleine est une île située sur la Vienne appartenant à Lessac.

## Description
Elle s'étend sur plus de 950 m de longueur pour une largeur maximale d'environ 190 m et fait face au château de Saint-Germain-de-Confolens.
Elle abrite le dolmen de Sainte-Madeleine.